# Stezka dřevěné architektury
Stezka dřevěné architektury je turistická trasa (silniční) v Polsku, která vznikla ve spolupráci Slezského, Malopolského a Podkarpatského vojvodství. Spolupráce při vytváření stezky probíhala v letech 2001–2003. O několik let později, v letech 2008–2009, se připojilo Svatokřížské vojvodství a byla označena Stezka dřevěné architektury v Svatokřížském vojvodství.
Tento projekt je zaměřen na zviditelnění architektonických památek historické vesnice, hlavně architektury, ale rovněž lidového umění a kultury. Mnoho památek, mezi které můžeme zařadit kostely, cerkve, kaple, domy, chalupy, usedlosti, hospodářská stavení, zájezdní hostince, dřevěné hospody, myslivny a skanseny, bylo zapsáno do Seznamu světového dědictví UNESCO. Projekt je podporován vojvodskými konzervátory památek (památkáři) a rovněž místními samosprávami.
Objekty byly označeny informačními tabulemi, které stojí před hlavním vchodem objektu, na kterém je popsána krátká historie objektu ve třech jazycích (polsky, anglicky a německy) a připojena mapa celé stezky s konkrétním umístěním objektu na stezce.
Obdobné stezky (tj. týkající se architektury) jsou i v Evropě např. Romantická cesta v Německu (Franky), Zámky na Loiře ve Francii, Burgenstrasse zahrnuje Franky a Česko.

## Slezské vojvodství
V Slezském vojvodství je trasa dlouhá 1060 km a zahrnuje 93 objektů včetně komplexů staveb dřevěné architektury: kostely, kaple, zvonice, chalupy (roubenky), zájezdní hostince, myslivny, myslivecký zámek, hospodářské objekty (vodní mlýn, sýpky) – v jejich přirozeném prostředí. Stezka zahrnuje dva skanzeny - Hornoslezský etnografický park v Chořově a Zahradu pszczynské vesnice v Pszczyně. Mezi nejstarší nacházející se na stezce jsou kostely Všech svatých v Sierotach (okres Gliwice) a Łaziskach (Wodzisławský okres), které byly postaveny v polovině 15. století.
Stezka je rozdělena na několik okruhů:
- Hlavní okruh má délku 326 km a prochází celým vojvodstvím, předpokládanou se s návazností na stezku v Malopolském vojvodství a plánovanou stezkou v Opolském vojvodství.
- Beskydský okruh dlouhý 120 km
- Čenstochovský okruh dlouhý 180 km
- Glivický okruh dlouhý 160 km
- Pszczynský okruh dlouhý 135 km
- Rybnický okruh dlouhý 130 km

## Malopolské vojvodství
Stezka má délku více než 1500 km a zahrnuje 253 objektů (dřevěných památek) jako např.: kostely, kaple, zvonice, chalupy (roubenky), hospodářské objekty, usedlosti a skanzeny. Vznikl v roce 2001. Osm objektů je zapsáno na Seznamu světového dědictví UNESCO: kostel sv. Archanděla Michala v Binarově, kostel sv. Archanděla Michala v Dębnie Podhalańské, kostel sv. Linharta v Lipnici Murowané, kostel sv. Filipa sv. Jakuba v Sękowé, řeckokatolická cerkev sv. Archanděla Michala v Brunarech Wyżnych, řeckokatolická cerkev sv. Paraskevy v Kwiatoniu, cerkev Ochrany Matky Boží v Owczarech, cerkev sv. Jakuba v Powroźniku.
Stezka je rozdělena do čtyřech tras:
- Trasa Nowy Sącz i Gorlice
- Trasa Tarnów a okolí
- Trasa Orava, Podhale, Spiš a Pieniny
- Trasa Krakov a okolí

## Podkarpatské vojvodství
Stezka má délku 1202 km je rozdělena do 9 tras a na ní se nachází 130 objektů (památek dřevěné architektury). V seznamu světového dědictví UNESCO je zapsáno šest objektů: kostel Všech svatých v Blizně, kostel Nanebevzetí Panny Marie a sv. Archanděla Michaela v Haczówě, řeckokatolická cerkev sv. Archanděla Michaela v Smolniku, řeckokatolická cerkev sv. Archanděla Michaela v Turzańsku, řeckokatolická cerkev Narození Přesvaté Bohorodičky v Chotynieci a řeckokatolická cerkev sv. Paraskevy v Radrużi.
Stezka je rozdělena do devíti tras:
- Trasa č. I krośnieńsko-brzozowska (25 objektů)
- Trasa č. II sanocko-dynowska (13 objektů)
- Trasa č. III ustrzycko-leska (19 objektů)
- Trasa č. IV sanocko-dukielska (13 objektů)
- Trasa č. V przemyska (12 objektů)
- Trasa č. VI lubaczowska (16 objektů)
- Trasa č. VII rzeszowsko-jarosławska (14 objektů)
- Trasa č. VIII jasielsko-dębicko-ropczycka (9 objektů)
- Trasa č. IX tarnobrzesko-niżańska (9 objektů)

## Svatokřížské vojvodství
Stezka má délku více než 500 km a zahrnuje 58 objektů (památek dřevěné architektury).
Stezka je rozdělena na čtyři trasy a jeden okruh:
- trasa č. I: Chotelek – Busko-Zdrój – Probołowice – Topola – Stradów – Cudzynowice – Gorzków – Rachwałowice – Świniary – Zborówek – Chroberz – Strzegom – Niekrasów – Beszowa
- trasa č. II: Małogoszcz – Rembieszyce – Tokarnia – Chomentów – Mnichów – Mierzwin – Krzcięcice – Mieronice – Obiechów – Trzciniec – Rakoszyn – Kossów – Bebelno-Wieś – Kurzelów
- trasa č. III: Lipa – Odrowąż – Mroczków – Bliżyn – Skarżysko-Bzin – Parszów – Krynki – Radkowice – Tarczek – Bodzentyn – Kakonin – Kielce Dworek Laszczyków
- trasa č. IV: Sarnówek – Bodzechów – Ostrowiec Świętokrzyski – Ruda Kościelna – Gliniany – Ożarów – Trójca – Kleczanów – Stodoły-Wieś – Gierczyce – Góra Witosławska
- malý okruh kielecký: Kielce Białogon – Kielce ul. Urzędnicza – Dyminy-Granice – Dąbrowa – Wola Kopcowa – Zagórze – Mójcza – Kielce Dworek Laszczyków